# Baseball ai XV Giochi panamericani
Il torneo di baseball ai XV Giochi panamericani si svolse a Rio de Janeiro, in Brasile, dal 14 al 19 luglio del 2007. Campione in carica era la nazionale cubana, vincitrice ininterrottamente dal 1971 del torneo, striscia vincente continuata anche Rio, dove Cuba ha vinto per la decima volta consecutiva la medaglia d'oro. La finale del terzo posto fu cancellata per la pioggia, e Messico e Nicaragua ricevettero entrambe la medaglia di bronzo.
Al torneo hanno partecipato otto squadre divise in due gironi, le prime due di ciascun girone sono state promosse alle semifinali ad eliminazione diretta.

## Prima fase

### Girone A
| Squadre         | Giocate | Vinte | Perse | RF | RS | Pct   |
| --------------- | ------- | ----- | ----- | -- | -- | ----- |
| Stati Uniti     | 3       | 3     | 0     | 20 | 10 | 1.000 |
| Nicaragua       | 3       | 1     | 2     | 6  | 9  | 0.333 |
| Rep. Dominicana | 3       | 1     | 2     | 15 | 9  | 0.333 |
| Brasile         | 3       | 1     | 2     | 8  | 21 | 0.333 |

## Gruppo B
| Squadre   | Giocate | Vinte | Perse | RF | RA | Pct   |
| --------- | ------- | ----- | ----- | -- | -- | ----- |
| Cuba      | 3       | 2     | 1     | 15 | 8  | 0.667 |
| Messico   | 3       | 2     | 1     | 13 | 10 | 0.667 |
| Panama    | 3       | 2     | 1     | 8  | 14 | 0.667 |
| Venezuela | 3       | 0     | 3     | 7  | 11 | 0.000 |

## Fase finale
|  | Semifinali  | Semifinali  | Semifinali  |             |      | Finale 1º posto | Finale 1º posto | Finale 1º posto |  |
|  |             |             |             |             |      |                 |                 |                 |  |
|  | Cuba        | Cuba        | 4           |             |      |                 |                 |                 |  |
|  | Cuba        | Cuba        | 4           |             |      |                 |                 |                 |  |
|  | Nicaragua   | Nicaragua   | 0           |             |      |                 |                 |                 |  |
|  | Nicaragua   | Nicaragua   | 0           |             | Cuba | Cuba            | 3               |                 |  |
|  |             |             |             |             | Cuba | Cuba            | 3               |                 |  |
|  |             |             | Stati Uniti | Stati Uniti | 1    |                 |                 |                 |  |
|  | Stati Uniti | Stati Uniti | Stati Uniti | Stati Uniti | 1    | 2               |                 |                 |  |
|  | Stati Uniti | Stati Uniti |             |             |      | 2               |                 |                 |  |
|  | Messico     | Messico     | 1           |             |      | Finale 3º posto | Finale 3º posto | Finale 3º posto |  |
|  | Messico     | Messico     | 1           |             |      |                 |                 |                 |  |
|  |             |             |             |             |      |                 |                 |                 |  |
|  |             |             |             |             |      | Messico         | Messico         | cancellata      |  |
|  |             |             |             |             |      | Messico         | Messico         | cancellata      |  |
|  |             |             |             |             |      | Nicaragua       | Nicaragua       | cancellata      |  |

## Medaglie
| Classifica | Squadre     |
| ---------- | ----------- |
|            | Cuba        |
|            | Stati Uniti |
|            | Nicaragua   |
|            | Messico     |